# Reynosakatedralen
Parroquia de Nuestra Señora de Guadalupe, även Templo Nuestra Señora de Guadalupe och Reynosakatedralen, är en romersk-katolsk kyrka i centrala Reynosa i delstaten Tamaulipas i nordöstra Mexiko. Kyrkans klocktorn är stadens äldsta kvarstående byggnad. Kyrkan invigdes år 1815 och är tillägnad Vår Fru av Guadalupe.

## Den första kyrkan
Planeringen för kyrkan påbörjades år 1803, medan konstruktionen påbörjades år 1810. Kyrkan byggdes av kalksten och arkitekten var Don José Cárdenas. Kyrkan invigdes fem år senare, 1815, av prästen Don Lorenzo Treviño och dåvarande borgmästaren i Reynosa, Don Manuel de la Fuente Iglesias. Det skulle dock dröja tills 1835 innan kyrkan och klocktornet var helt färdigställda. År 1898 byttes klockan ut till en europeisk sådan. Klocktornet och klockan från 1898 är bevarade och står kvar än idag.

### Galleri

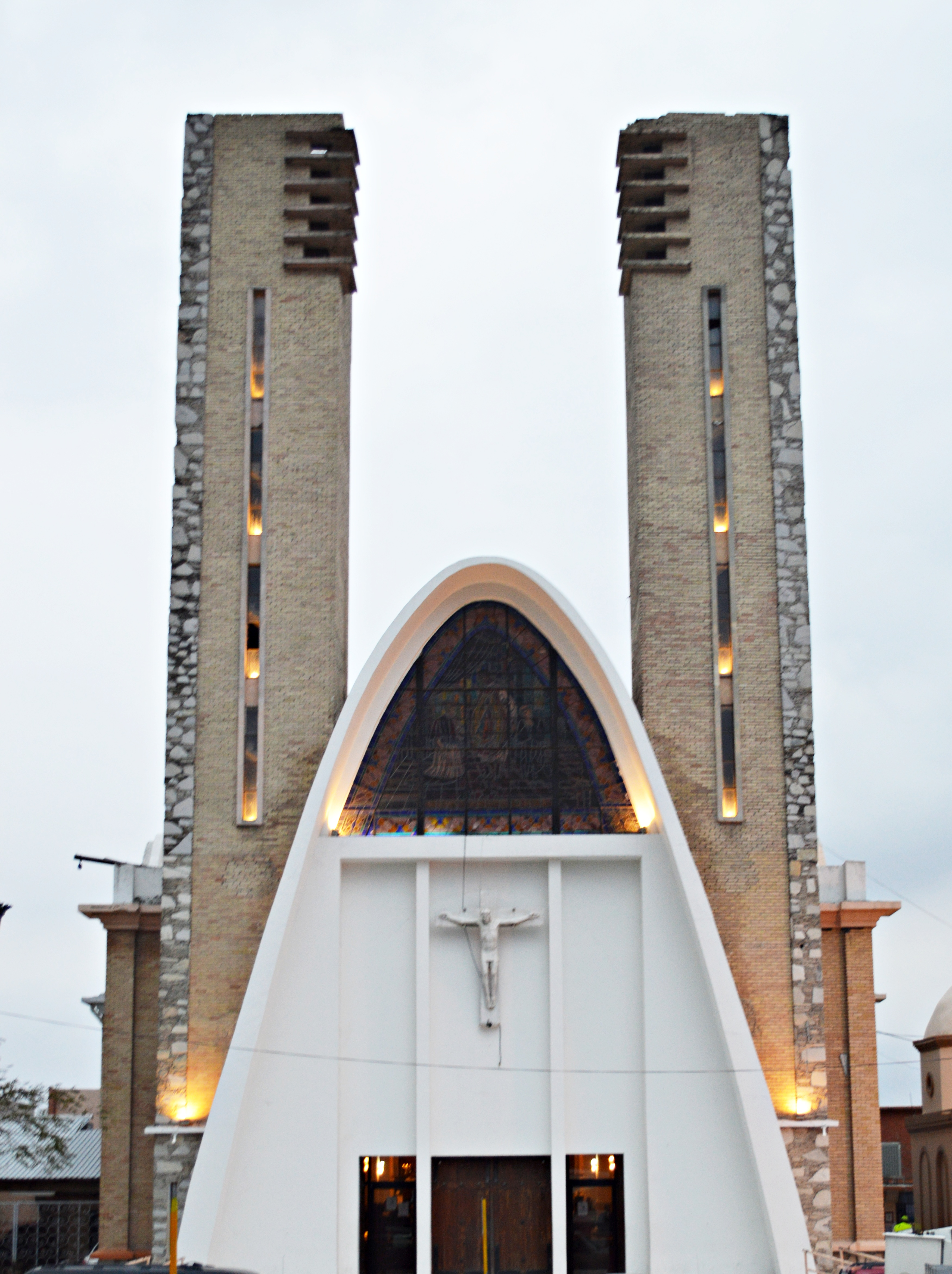
Fasad.
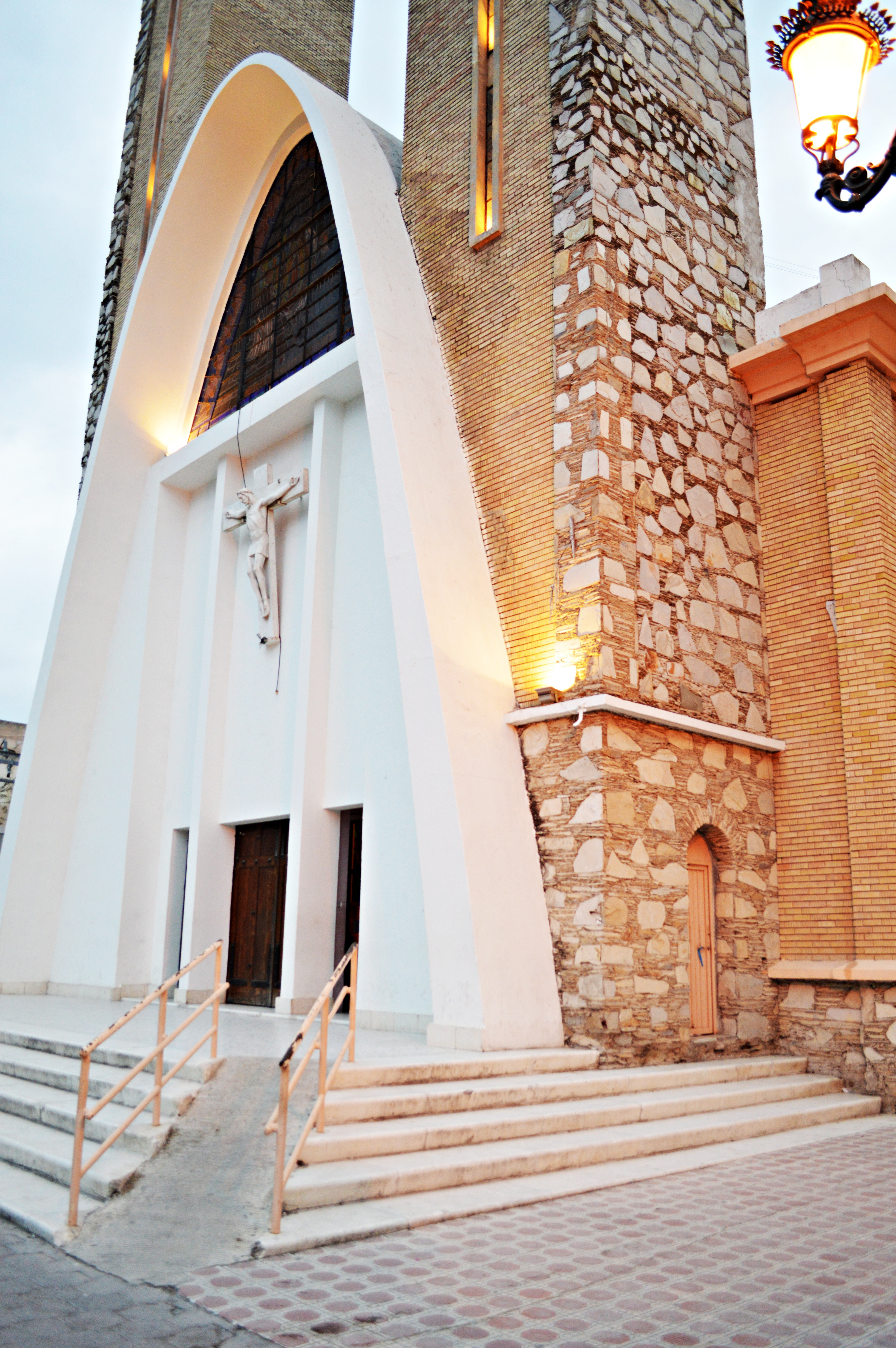
Entré.
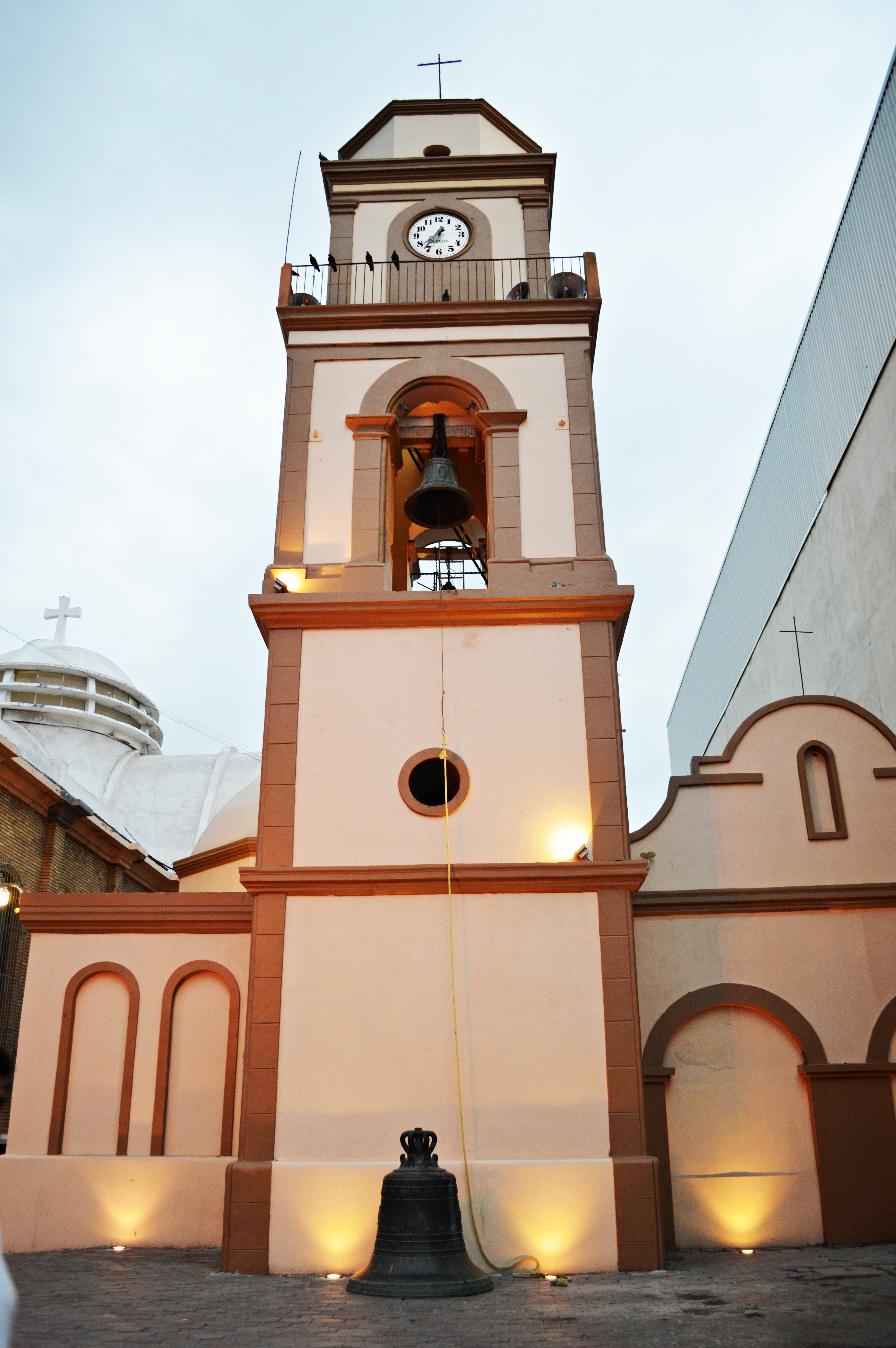
Klocktornet.
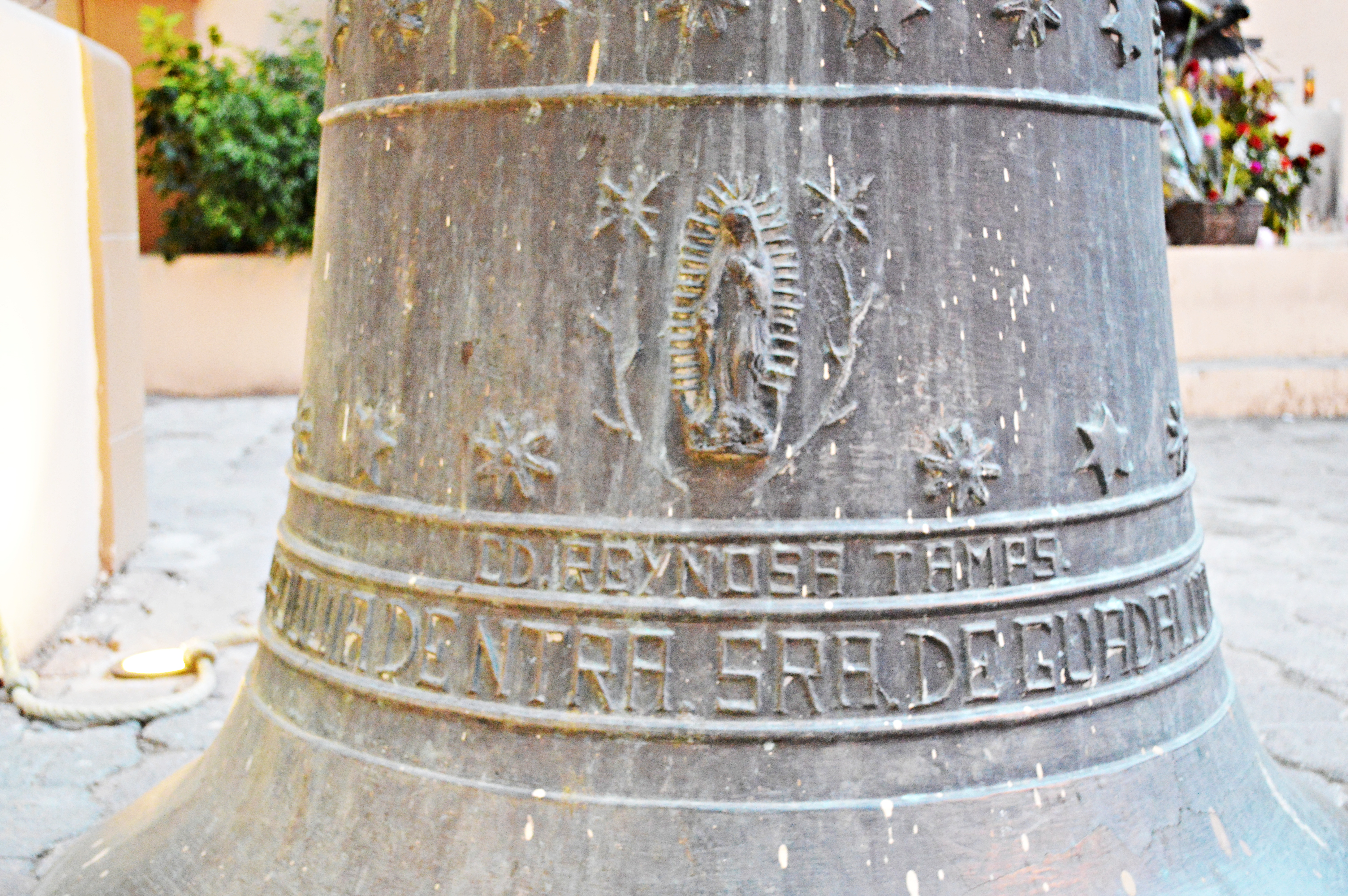
Klocka.
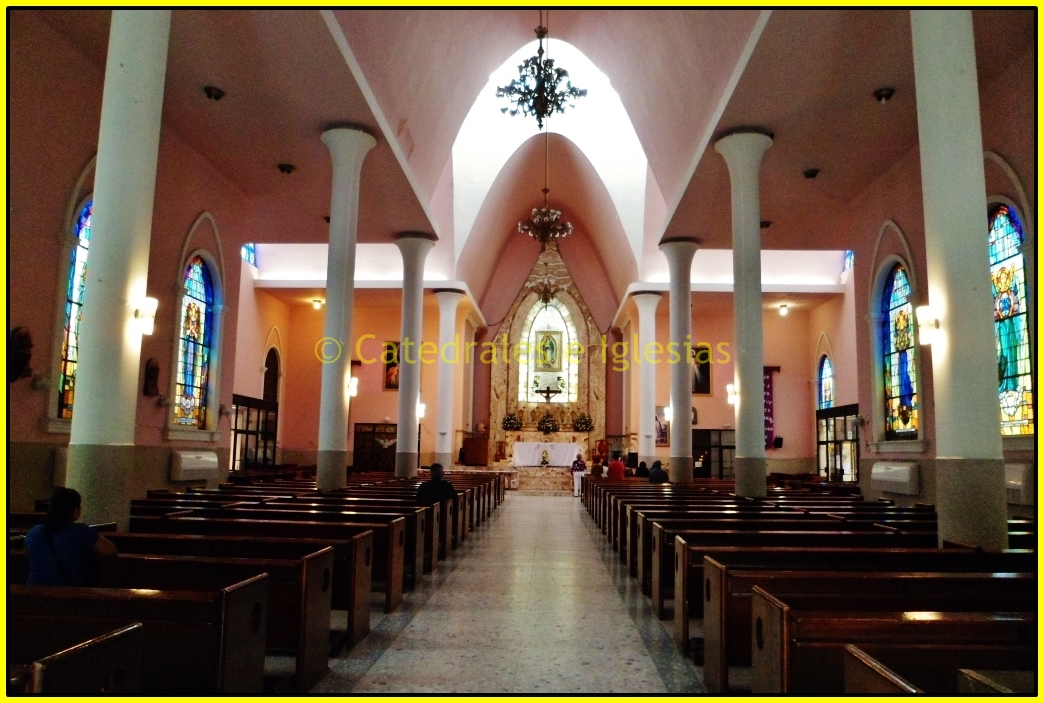
Interiör.
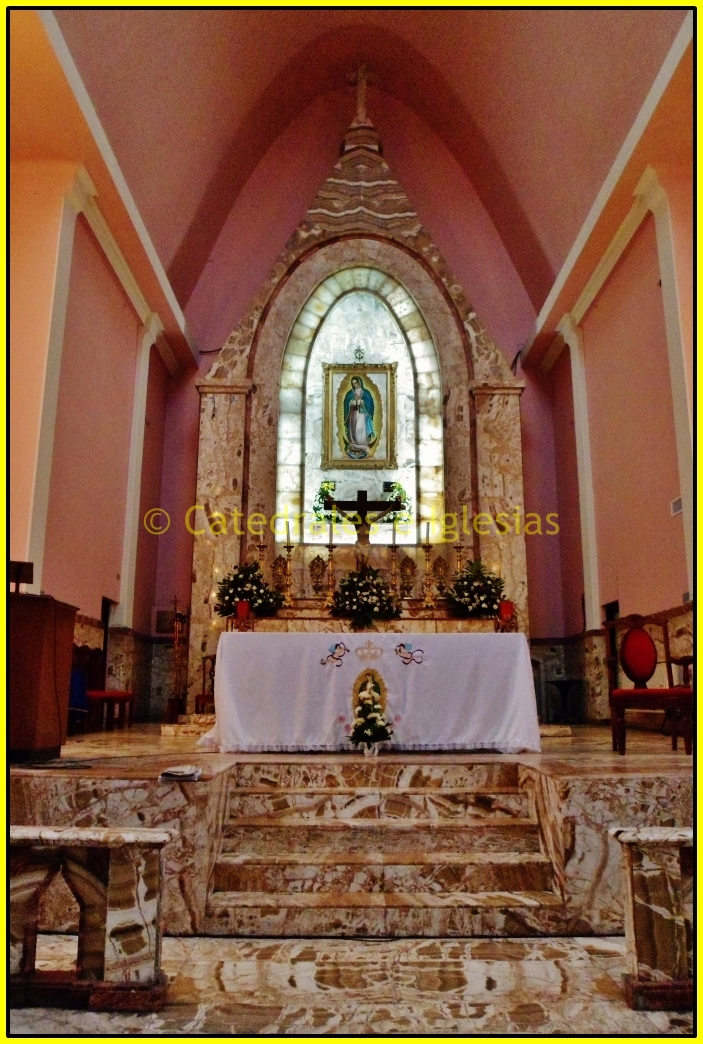
Huvudaltaret.

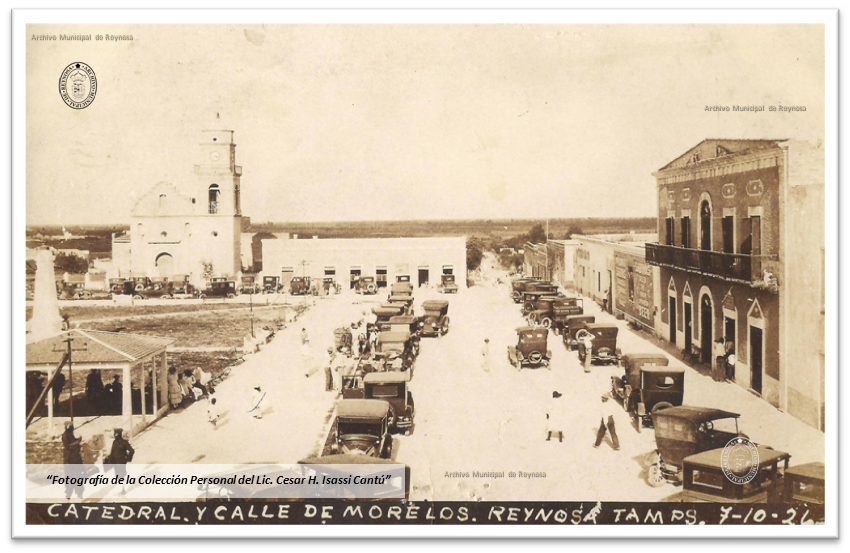
Plaza Principal i juli 1926, med katedralen till vänster i bild.
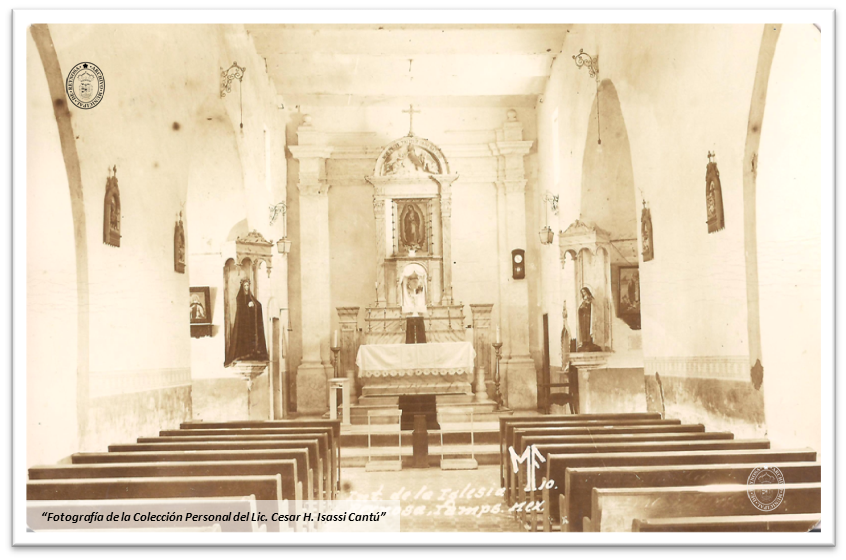
Interiör och det gamla altaret.
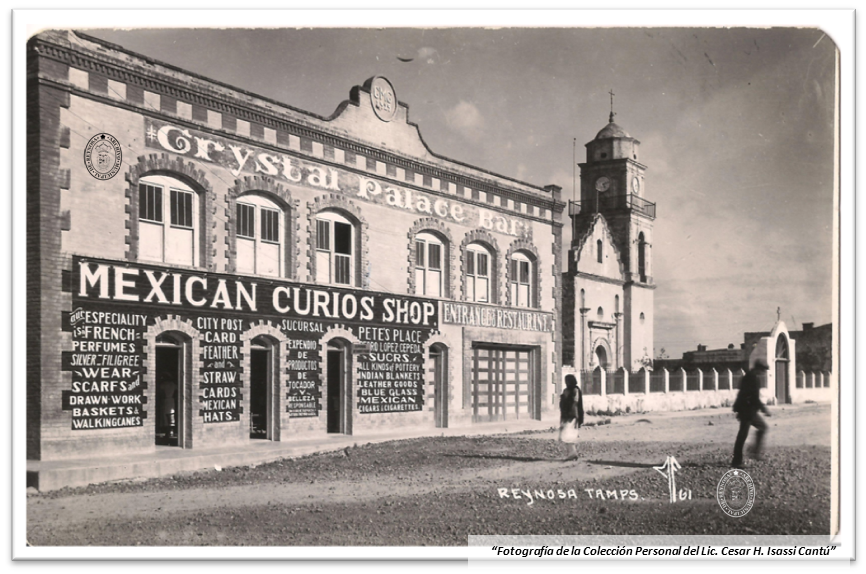
Cirka 1929.

## Den andra kyrkan

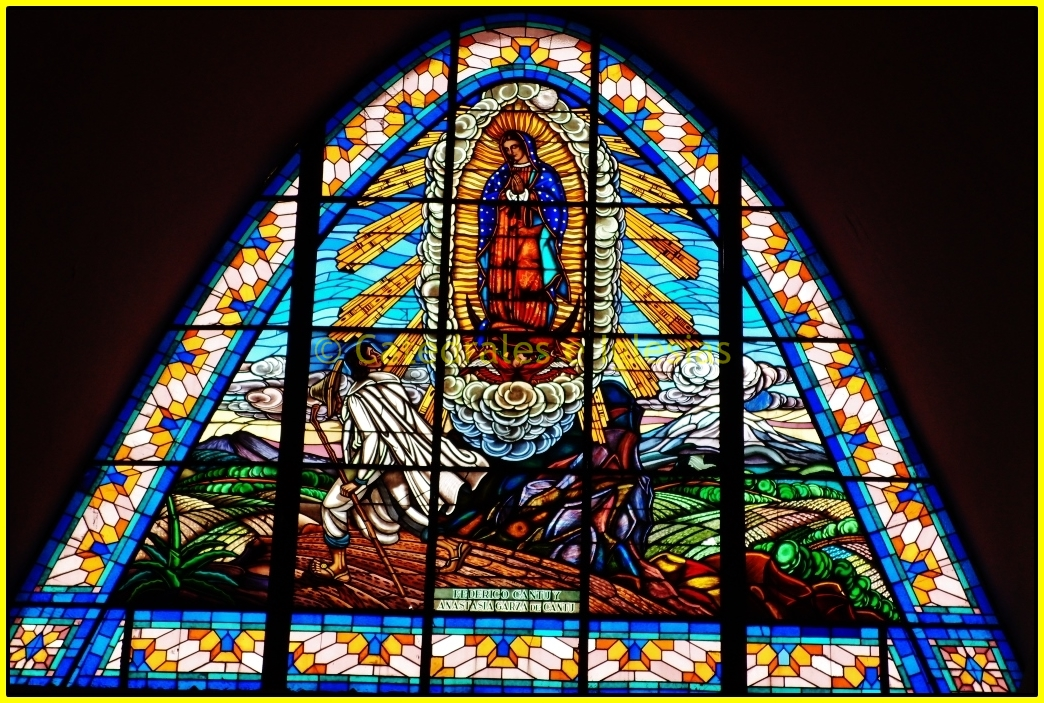
Vår Fru av Guadalupe.

Planeringarna inför att bygga en ny kyrka påbörjades sommaren 1945. Ett församlingsmöte hölls den 25 december 1946, där förslaget gick igenom. Beslutet att bygga en ny kyrka och riva den gamla kyrkan berodde på att de reparationer som krävdes för att hålla den gamla i drift bedömdes alldeles för svåra och omfattande.
Efter att bygglov utfärdats i mars 1949 revs den gamla kyrkan under våren 1950 och en ny kyrka påbörjades omedelbart på samma plats. Den första stenen lades den 19 mars 1950. Ledande arkitekt för den nya kyrkan blev Luis Cano Frías. Oscar Cantú Salinas och Manuel Malagón var två andra bidragande arkitekter, med olika specialuppgifter. Även den nya kyrkan har en kalkstensfasad medan altaret byggdes av marmor från Puebla, fönstren tillverkades av Casa Montaña i Torreón, Coahuila och golvet av granit beställdes från Frankrike. Den nya kyrkan invigdes den 10 december 1956.
Reynosakatedralen bär stora estetiska likheter med Iglesia de la Purísima i Monterrey. De har samma parabolformade grundstruktur och har ritats efter i stort sett samma planer, men kyrkan i Reynosa har två höga torn, ett på vardera sidan, medan kyrkan i Monterrey bara har ett torn, samt att kyrkan i Reynosa har en kupol och givetvis det ursprungliga klocktornet från 1835. Kyrkans präst är José Luís Serra Luna (2020).

### Galleri
- Fasad.
- Entré.
- Klocktornet.
- Klocka.
- Interiör.
- Huvudaltaret.